# Guardian Project
 (février 2021).
La mise en forme du texte ne suit pas les recommandations de Wikipédia : il faut le « wikifier ».
Les points d'amélioration suivants sont les cas les plus fréquents. Le détail des points à revoir est peut-être précisé sur la page de discussion.
- Les titres sont pré-formatés par le logiciel. Ils ne sont ni en capitales, ni en gras.
- Le texte ne doit pas être écrit en capitales (les noms de famille non plus), ni en gras, ni en italique, ni en « petit »…
- Le gras n'est utilisé que pour surligner le titre de l'article dans l'introduction, une seule fois.
- L'italique est rarement utilisé : mots en langue étrangère, titres d'œuvres, noms de bateaux, etc.
- Les citations ne sont pas en italique mais en corps de texte normal. Elles sont entourées par des guillemets français : « et ».
- Les listes à puces sont à éviter, des paragraphes rédigés étant largement préférés. Les tableaux sont à réserver à la présentation de données structurées (résultats, etc.).
- Les appels de note de bas de page (petits chiffres en exposant, introduits par l'outil «  Source ») sont à placer entre la fin de phrase et le point final[comme ça].
- Les liens internes (vers d'autres articles de Wikipédia) sont à choisir avec parcimonie. Créez des liens vers des articles approfondissant le sujet. Les termes génériques sans rapport avec le sujet sont à éviter, ainsi que les répétitions de liens vers un même terme.
- Les liens externes sont à placer uniquement dans une section « Liens externes », à la fin de l'article. Ces liens sont à choisir avec parcimonie suivant les règles définies. Si un lien sert de source à l'article, son insertion dans le texte est à faire par les notes de bas de page.
- La présentation des références doit suivre les conventions bibliographiques. Il est recommandé d'utiliser les modèles {{Ouvrage}}, {{Chapitre}}, {{Article}}, {{Lien web}} et/ou {{Bibliographie}}. Le mode d'édition visuel peut mettre en forme automatiquement les références.
- Insérer une infobox (cadre d'informations à droite) n'est pas obligatoire pour parachever la mise en page.

Pour une aide détaillée, merci de consulter Aide:Wikification.
Si vous pensez que ces points ont été résolus, vous pouvez retirer ce bandeau et améliorer la mise en forme d'un autre article.
Guardian Project est un collectif mondial de développeurs de logiciels, de concepteurs, de défenseurs, d'activistes et de formateurs qui développent des logiciels de sécurité mobile open source et des améliorations de systèmes d'exploitation. Ils créent également des appareils mobiles personnalisés pour aider les individus à communiquer plus librement et à se protéger des intrusions et de la surveillance. L'effort se concentre spécifiquement sur les utilisateurs qui vivent ou travaillent dans des situations à haut risque et qui sont souvent confrontés à une surveillance constante et à des tentatives d'intrusion dans leurs appareils mobiles et leurs flux de communication.

## Histoire

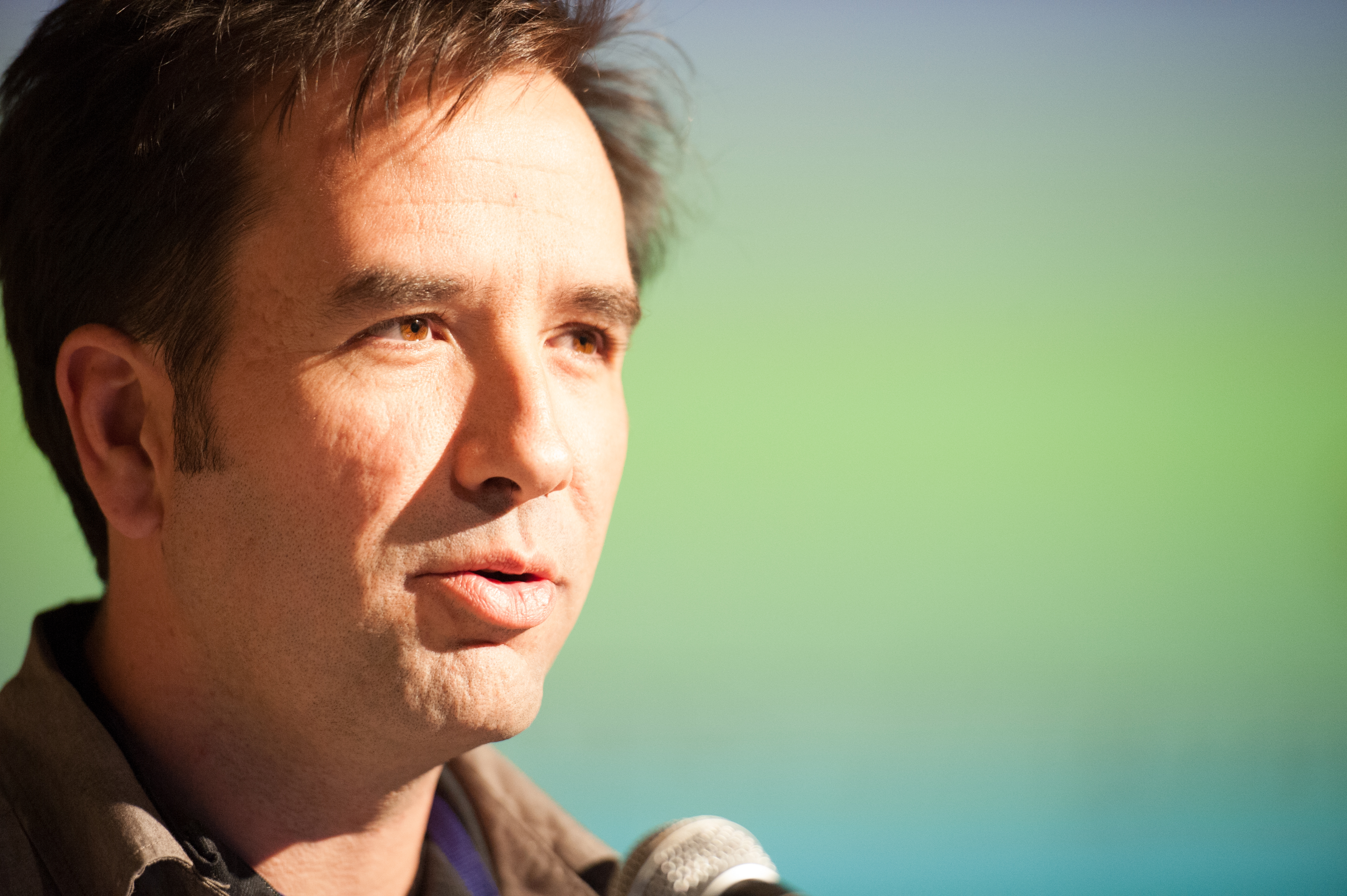
Le fondateur Nathan Freitas s'exprimant à la conférence "Unlike Us" en 2013

Guardian Project est fondé par Nathan Freitas en 2009 à Brooklyn, NY,. Depuis sa création, The Guardian Project a développé plus d'une douzaine d'applications mobiles pour Android et iOS avec plus de deux millions de téléchargements et des centaines de milliers d'utilisateurs actifs[Quand ?]. Il s'est également associé à d'éminents projets de logiciels open source, des groupes d'activistes, des ONG, des partenaires commerciaux et des agences de presse[Lesquels ?] pour soutenir leurs capacités de logiciels de sécurité mobile.
En novembre 2014, "ChatSecure + Orbot" a reçu un score supérieur sur le tableau de bord de la messagerie sécurisée de l'Electronic Frontier Foundation, avec Cryptocat, TextSecure, Signal, Silent Phone et Silent Text. « Jitsi + Ostel » a obtenu 6 points sur 7 sur le tableau de bord de la messagerie sécurisée de l'Electronic Frontier Foundation. Ils ont perdu un point parce qu'il n'y a pas eu d'audit de code indépendant récent.
En mars 2016, The Guardian Project annonce un partenariat avec F-Droid et CopperheadOS dans le but de créer « une solution fiable de manière vérifiable depuis le système d'exploitation, via le réseau et les services réseau, jusqu'aux magasins d'applications et aux applications elles-mêmes »,.

## Financement
The Guardian Project a reçu un financement de Google, de l'Université de Californie à Berkeley avec la Fondation MacArthur, Avaaz.org, Internews, Open Technology Fund, WITNESS, la Knight Foundation, Benetech, ISC Project et Free Press Unlimited.
Grâce au travail sur des projets partenaires tels que The Tor Projet, inc, Commotion mesh et StoryMaker, le projet a reçu un financement indirect à la fois du département d'État des États-Unis (via le programme Bureau of Democracy, Human Rights and Labour Internet Freedom) et du ministère néerlandais des Affaires étrangères. (via HIVOS).

## Projets

### Actifs

Logo d'Orbot

- Orbot : un client du réseau Tor pour Android. Tor utilise le réseau superposé en Onion pour fournir un accès aux services réseau qui peuvent être bloqués, censurés ou surveillés, tout en protégeant également l'identité de l'utilisateur qui demande ces ressources[9]. Orbot est souvent installé avec orWall[10], une application qui prend la tête du pare-feu informatique, puis ajoute les règles iptables requises pour la mise en forme du trafic afin d'autoriser le trafic Orbot et de forcer les applications sélectionnées à être redirigées vers Orbot TransPort. Au lieu d'Orbot, AFWall + est disponible sur le dépôt d'applications F-Droid et Google Play, et est un choix alternatif recommandé pour le réacheminement du trafic sortant via le port Tor local, même avec les règles iptables[11], et avec un réseau privé virtuel comme OpenVPN. Enfin, NetCipher SDK est l'application développée par Guardian Project pour les utilisateurs souhaitant activer leurs applications fonctionnant directement avec Orbot (et donc avec le navigateur Orfox Tor)[12].
- ChatSecure : une application de messagerie instantanée intégrée au protocole de chat crypté Off-the-Record Messaging. Anciennement appelée Gibberbot[13] l'application est construite sur l'application open-source Talk de Google et modifiée pour prendre en charge le protocole Jabber XMPP.
- ObscuraCam : une application de caméra sécurisée qui peut masquer, crypter ou détruire les pixels d'une image. Ce projet est en partenariat avec WITNESS, une organisation de défense et de formation vidéo sur les droits humains.
- Ostel : Un outil pour passer des appels Voix sur IP chiffrés de bout en bout[14]. Il s'agit d'un banc d'essai public du projet Open Secure Telephony Network (OSTN), dans le but de promouvoir l'utilisation de protocoles, de normes et de logiciels gratuits et ouverts pour alimenter les communications vocales sécurisées de bout en bout sur les appareils mobiles, ainsi qu'avec des ordinateurs de bureau.
- Haven : une application de sécurité Android gratuite et open source conçue pour surveiller l'activité se déroulant autour d'un appareil à l'aide de ses capteurs intégrés et pour alerter le propriétaire de l'appareil d'une telle activité. Co-développé avec Edward Snowden sous les auspices de la Freedom of the Press Foundation[15].

### Arrêtés
- Orfox : un équivalent mobile du navigateur Tor. The Guardian Project a annoncé la version alpha stable d'Orfox le 30 juin 2015. Orfox est construit à partir du code Fennec (basé sur Firefox Mobile) et du dépôt de code du navigateur Tor, et reçoit des correctifs de renforcement de la sécurité par l'équipe de développement du navigateur Tor. Une partie du travail de construction d'Orfox est basée sur le Fennec, un projet F-Droid[16]. Dans Orfox, le projet a supprimé le composant WebRTC, la connectivité Chromecast, les autorisations des applications pour accéder à la caméra, au microphone, aux contacts (carnet d'adresses), aux données de localisation (GPS et al.) et NFC[17]. Orfox remplace le projet de navigateur Orweb.
- Orweb : un navigateur Web à confidentialité améliorée qui prend en charge les proxys. Lorsqu'il est utilisé avec Orbot, Orweb protège contre l'analyse du réseau, bloque les cookies, ne conserve aucun historique de navigation local et désactive Flash pour assurer la sécurité de l'utilisateur[9].

## Distribution
The Guardian Project propose des téléchargements de ses applications depuis Google Play, Amazon Appstore, Aptoide, directement depuis leur site Web et via un dépôt compatible F-Droid,. Les téléchargements directs sont signés et peuvent être vérifiés avec la clé du développeur.